# 1 Reyes 8
'1 Reyes 8 es el octavopítulos y versículos de la Biblia|capítulo]] de los Libros de los Reyes de la Biblia hebrea o Primer Libro de los Reyes del Antiguo Testamento de la Biblia cristiana El libro es una compilación de varios anales que registran los actos de los reyes de Israel y Judá por un compilador deuteronómico en el siglo VII a. C., con un suplemento añadido en el siglo VI a. C.. Este capítulo pertenece a la sección centrada en el reinado de Salomón sobre el reino unificado de Judá e Israel (1 Reyes 1 a 11).. Este capítulo concreta la dedicación del Templo de Salomón.

## Texto
Este capítulo fue escrito originalmente en lengua hebrea y desde el siglo XVI se divide en 66 Versículos.

## Oración dedicatoria de Salomón en el Templo (8:22-61)

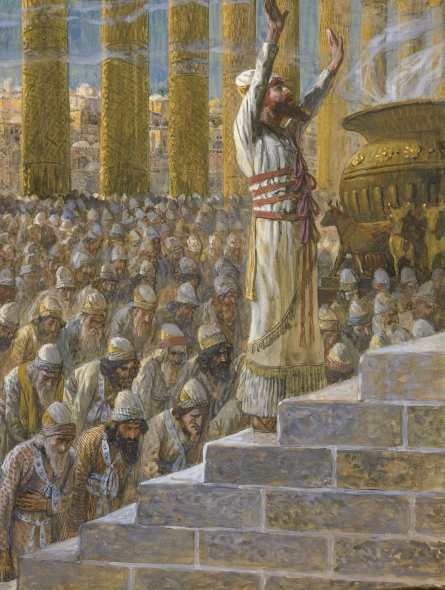
En una representación artística, el rey Salomón dedica el Templo de Jerusalén. (pintura de James Tissot o seguidor, c. 1896-1902)

### Testigos textuales
Algunos de los primeros manuscritos que contienen el texto de este capítulo en hebreo pertenecen a la tradición del Texto Masorético, que incluye el Códice de El Cairo (895), el Códice de Alepo (siglo X) y el Códice Leningradensis (1008). Fragmentos que contienen partes de este capítulo en hebreo se encontraron entre los Rollos del Mar Muerto, es decir, 4Q54 (4QReyes; 50-25 a. C.) con los versículos 20-21, 25-27, 29-42, 51..
También existe una traducción al griego koiné conocida como Septuaginta, realizada en los últimos siglos a. C.. Los manuscritos antiguos existentes de la versión Septuaginta incluyen el Codex Vaticanus (B; {\displaystyle {\mathfrak {G}}}B; siglo IV) y el Codex Alexandrinus (A; {\displaystyle {\mathfrak {G}}}A; siglo V).